# Говерла (футбольний клуб)
«Гове́рла» — колишній український футбольний клуб з Ужгорода, створений 1925 року. Припинив існування у 2016 році.

## Історія

### Історія назв
- 1925—1945: «Русь»
- 1945: збірна Закарпаття
- 1946—1960: «Спартак»
- 1961—1970, 1997—1998: «Верховина»
- 1971—1981, 2012—2016: «Говерла»
- 1982—1997, 1998—2011: «Закарпаття»
- 2011—2012: «Говерла-Закарпаття»

### Чехословацький та угорський період
15 серпня 1925 року в ужгородському клубі «Гніздо» патріоти-ентузіасти обрали комісію у складі трьох чоловік — Августина Лавришина, Сергія Єфремова та Теодора Ортутая, які проголосили створення нового спортивного клубу «Русь» (Ужгород).
На зборах обрано перший склад функціонерів клубу: головою став — Ілля Гаджега, заступником голови — Едмунд Бачинський, секретарем та керівником футбольної секції — Августин Лавришин. Кольорами клубу обрали зелено-червоні, а емблемою — офіційний герб краю: ліворуч синьо-жовті смуги, а праворуч червоний ведмідь. Перший офіційний поєдинок СК «Русь» зіграла 4 червня 1926 року.

Перший герб клубу, який повторював тодішній герб Підкарпатської Русі

Суперником СК «Русі» став другий ужгородський клуб ЧсСК. Перший матч закінчився з рахунком 0:2 на користь ЧсСК.
Перші тренування проводилися на футбольному полі УАК, а з 1927 по 1930 рік на стадіоні чехословацького спортклубу (ЧсСК). Уже з літа 1930 року футбольна команда «Русь» грала на своєму власному полі, побудованому частково на кошти, подаровані заможними членами та прихильниками клубу та банкові позики (векселі). Футболістами СК «Русь» були аматори. Учні вчительської семінарії, гімназії, вчителі та службовці гордилися тим, що могли одягнути на себе блакитну футболку з тодішнім гербом Підкарпатської Русі. Футболісти основного складу і дублери, незалежно від своїх професій двічі на тиждень (по вівторках і четвергах) приходили на тренування, а в суботу та неділю — грали у товариських чи календарних матчах.
У другій половині 1926 року «Русь» провела ще кілька товариських матчів. У 1927–1928 роках СК «Русь» зіграла з перемінним успіхом у декількох десятках матчів, у тому числі й двох міжнародних, які відбулися 31 травня та 1 червня 1927 року у Львові. Суперником закарпатців була місцева команда СК «Україна». Результат обох матчів — 3:3.
СК «Русь» бере участь і у календарних іграх чемпіонату краю серед слов'янських команд, де двічі поспіль займає друге місце після ЧсСК (Ужгород). У 1929 році «Русі» вперше вдалося стати чемпіоном не лише краю, а й Східної Словаччини, обігравши чемпіона ЧсСК (Кошице) з рахунком 2:1. У цьому ж році ужгородська команда попала у фінал першості Словаччини, проте внаслідок суб'єктивного суддівства поступилася чемпіону ЧСР-ШК (Жиліна), з рахунком 2:3. У 1930–1932 роках «Русь» знову бере участь у фінальних іграх чемпіонату Словаччини.

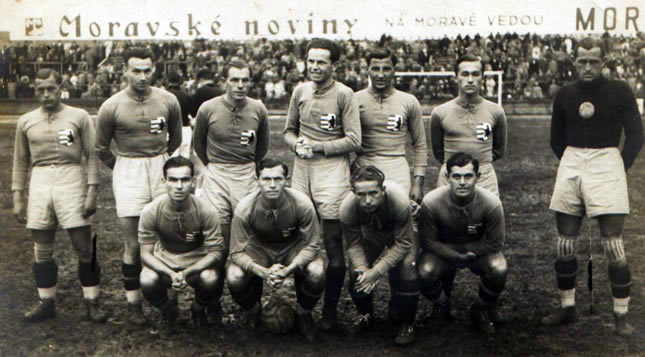
СК «Русь» (Ужгород) за часи виступів у чемпіонатах Чехословаччини

Переломним для команди можна назвати 1933 рік, коли вона вчетверте поспіль виграла чемпіонат Підкарпатської Русі та Східної Словаччини, взяла участь у фіналі загальнословацького чемпіонату, де зустрічалися ЧсСК (Братислава), ШК (Жиліна) та «Русь» (Ужгород). Після проведення календарних зустрічей із ЧсСК 3:2 та 0:0, із ШК 1:3 та 4:0, СК «Русь» набрала 5 очок при співвідношенні забитих і пропущених м'ячів (8:5), і вперше за час свого існування стала чемпіоном Словаччини серед слов'янських футбольних команд.
У 1934 року було реорганізовано усю систему національного чемпіонату. Із найкращих футбольних команд створювалися так звані «дивізії», яких було п'ять: середньочеська, дивізія чеської провінції, моравсько-сілезька, словацько-підкарпатська та дивізія німецького союзу. Тобто, система розіграшу футболу у ЧСР проводилася за національним принципом. Словацька дивізія була розділена на дві групи — Західну (команди західної і центральної Словаччини) та Східну (команди східної Словаччини і Закарпаття). На підставі попередніх спортивних результатів у Східну Словацько-Підкарпатську дивізію було включено дві найсильніші слов'янські команди («Русь» та ЧсСК (Ужгород)) і дві угорські футбольні дружини, які у своєму національному розіграші зайняли перші два місця (МШЕ (Мукачево) та БФТК (Берегово).
У першому розіграші східнословацької-підкарпатської дивізії «Русь» виступила досить вдало: провела 12 матчів, набрала 18 очок і посіла перше місце. У фінальній першості Словаччини у першому колі вона переграла за сумою двох матчів ФТЦ (Філяково) 2:0 та 1:2. Далі суперниками «Русі» були футболісти ЧсСК (Братислава). Попри те, що після першого матчу ужгородці вигравали 3:1, та це не допомогло їм переграти братиславський футбольний клуб. У другому матчі братиславці з аналогічним рахунком переграли «Русь», а в вирішальній грі на нейтральному полі ужгородці поступилися словакам 0:2 і втратили звання чемпіона Словаччини.
Але справжній успіх прийшов для «Русі» у 1936 році. Через 11 років свого існування «Русь» домоглася свого найбільшого успіху. Вдруге ужгородці стають переможцями східнословацько-підкарпатської дивізії 1935-36 років. «Русь» виборола перше місце у своїй групі, і отримала право брати участь у майбутніх фінальних іграх Словаччини. За звання чемпіона Словаччини 1936 року ужгородці боролися з переможцем західнословацької дивізії — командою ФТЦ (Філяково). Перший матч закінчився з рахунком — 1:1, а у матчі-відповіді ужгородці здобули перемогу 2:1 та вдруге завоювали звання чемпіона Словаччини і право боротися за вихід до національної ліги.
У боротьбі за путівку до вищого дивізіону компанію ужгородцям склали переможці Чеської, Моравсько-Силезької та Німецької дивізій: «Вікторія-Жижков» (Прага), СК «Градець-Кралове», «Батя» (Злін) та «Шумперк» (Меріш-Шемберг).
Закарпатці достойно виступили у групі і набравши 8 очок, підійшли до останнього поєдинку, який мав проходити у рідних стінах проти фаворита групи, найбагатшої команди серед п'ятірки учасників — СК «Батя», яка належала «взуттєвому королю Чехословаччини» Яну Баті. Закарпатці впевнено переграли команду зі Зліна і пробилися у загальнонаціональну лігу ЧСР. Саме в 1936 році футболісти «Русі» стали відомі всій футбольній Чехословаччині як «літаюча команда вчителів». Команда, мабуть, вперше у світі стала регулярно літати на офіційні матчі. Вже у кінці 1936 — початку 1937 року В. Федаком було зорганізовано підлітковий футбол у клубі, що з часом нараховував 120 чоловік. Було створено чотири дитячі та юнацькі групи, у яких 2 рази на тиждень проводилися тренувальні заняття, влаштовувалися товариські, а згодом й календарні матчі з іншими дитячими та юнацькими командами міста. Саме з них розпочали свою футбольну кар'єру Д. Товт, М. Михалина, В. Гажо, В. Юхвід, М. Кречко, І. та Й. Богдани, І. Томаш, В. Вишньовський, В. Гаваш та інші.
Після вильоту з національної ліги «Русь» знову займає своє місце у східнословацько-підкарпатській дивізії. Згодом «Русь» стає володарем Верховинського кубка (згідно з вказівкою східноугорського футбольного відділення у Дебрецені). Унаслідок цього «Русь» була допущена до розіграшу другої групи першості Угорщини.
За 20-річну свою історію (1925–1945)«Русь» зіграла понад 36 міжнародних ігор, з яких 21 — з угорськими , 7 — румунськими, 5 — польськими і 3 — чехословацькими клубами. За період з 31 травня 1927 по 29 червня 1945 року вони виграли 11, у нічию зіграли — 6, а програли — 19 матчів. Співвідношення забитих та пропущених м'ячів — 84:92. 26 разів приймали закордонні команди на своєму полі і 10 разів побували в гостях: 4 рази в Румунії, по 2 рази у Польщі, Чехословаччини та Угорщині.

### Період СРСР
Саме гравці «Русі», яка в кінці 1945 року практично припинила існування як спортивний клуб, стали ядром новоствореного клубу «Спартак» (Ужгород) у 1946 році, який прославив уже радянське Закарпаття на теренах Української РСР. Останній склад СК «Русь» був наступний: І. та Й. Богдани, П. Крайняниця, Г. Лавер, М. Михалина, К. Олаг, В. Пап, Ю. Палинчак, В. Радик, Д. Товт, А. Шандор, А. Шерегі, В. Вишньовський, В. Юхвід. Вже восени 1945 року декількох гравців команди запросили до збірної Закарпаття, яка стала чемпіоном першої післявоєнної Спартакіади України з футболу. Співвідношення забитих та пропущених м'ячів — 58:5.

#### Успіхи кінця 1940-х—початку 1950-х років

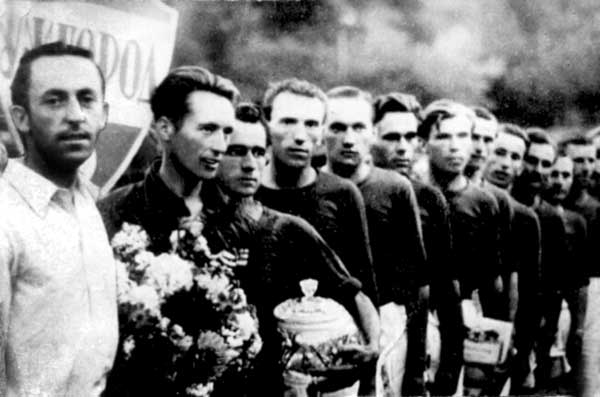
Спартак (Ужгород) — чемпіон УРСР 1946

У січні 1946 року була створена команда «Спартак» (Ужгород). Цього ж року команда включилася у розіграш першості республіки з футболу, де брали участь 36 команд, розділених на чотири зони — центральну, південну, східну та західну. Послідовно перегравши двічі всі команди західної зони (лише одна нічия з львів'янами — 2:2), ужгородці вийшли у фінал. У фінальному турнірі, котрий відбувся у Києві у кінці липня, «Спартак» вперше завоював звання чемпіона республіки. Золотими призерами першості тоді стали: тренер Б. Вейг, О. Бокотей, капітан команди Д. Товт, Й. Біловарі, Г. Раковці, Г. Лавер, Я. Фабіян, О. Задор, М. Михалина, Р. Айгерт, В. Гайлик, К. Олаг, Ю. Фіялко, Г. Тесар (Темеші). У післявоєнні роки Закарпаття було одним із провідних футбольних регіонів України.
У серпні—вересні 1946 р. відбувся турнір за право участі в першості СРСР серед команд майстрів. Ужгородці здобувають право виступати у другій всесоюзній лізі майстрів, беруть участь у розіграші Кубка СРСР, де виграли у «Динамо» (Ленінград) та зазнали поразки від московських колег. До речі, це була єдина поразка «Спартака» в іграх сезону 1946 року). 1946 рік — перша зустріч ужгородців з флагманом українського футболу київським «Динамо», яка завершилась несподіваною перемогою «спартаківців» з рахунком 1:0.
У сезонах 1947–1949 років «Спартак» гідно виступав у першості СРСР. У ці роки тут дебютували різні відомі футболісти. До успіхів «Спартака» долучився ще й мукачівський «Більшовик», який став чемпіоном республіки 1947 року, учасником першості СРСР у другій групі команди майстрів у 1948–1949 рр. Саме це покоління гравців й поклало початок так званій «закарпатській футбольній школі».
Після реорганізації чемпіонату СРСР (від УРСР у другій групі могла виступати тільки одна команда) і «Спартак», і «Більшовик» знову взяли участь в першості Української РСР. «Спартаківці» виграли зональний турнір 1950 року й у фінальних іграх, котрі проходили у Києві, знову стали чемпіонами УРСР.
Також 1950 року ужгородці завоювали Кубок УРСР, перемігши «Більшовик» (Мукачево) — 2:0, «Локомотив» (Харків) — 5:0, «Динамо» (Чернівці) — 2:0, «Динамо» (Миколаїв) — 2:1, «Металург» (Запоріжжя) — 4:2 (у фіналі). Команда завоювала право виступати серед колективів майстрів, обігравши у перехідних іграх «Харчовик» (Одеса), команду з класу «Б».

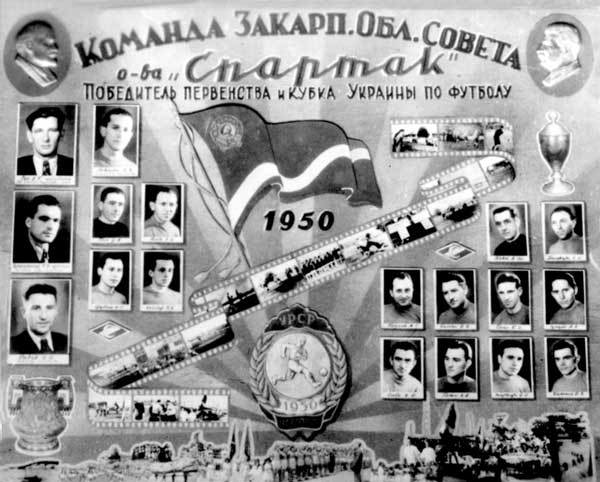
«Спартак» (Ужгород) — чемпіон та володар кубку УРСР 1950

Золотий дубль «Спартак» завоював у такому складі: А. Товт, Н. Панн (голкіпери), Й. Біловарі, Й. Егерварі, капітан В. Ревачко (захисники), Л. Надь, Д. Калинич, В. Гажо (півзихисники), С. Сабо, А. Ціцей, К. Олаг, Ю. Грубач, Ф.Касоні, М. Гайлик, Е. Кеслер (нападники). Тренером команди був В. Радик.
У розіграші першості СРСР 1951 року по класу «Б» брало участь 18 команд. Однак його «спартаківці» почали невдало: програли перші чотири матчі підряд. Грали слабо, багато помилок було допущено в тактиці та техніці гри. У результаті ужгородці зайняли 9-е місце. Після цього зіграли перехідний матч з командою ОДО (Київ). За сумою двох ігор (0:0 і 2:3) «Спартак» програв і вибув із цієї першості.
У 1952 році все доводилось розпочинати спочатку. У команді залишилось тільки кілька гравців зі старого складу — Й. Егерварі, Д. Калинич, Е. Кеслер, В. Ревачко і К. Олаг; перейшли у команду майстрів класу «А» — «Динамо» (Мінськ) — І. Мозер, Ф.Ванзел і Г. Лавер. До команди повернувся Д. Товт з київського «Динамо» та ще склад ужгородців поповнили молодими гравцями з клубних команд. Тренером команди став В. Радик. Свою майстерність «спартаківці» покращували за кожним матчем. І зайняли в кінцевому результаті друге місце та вибороли право брати участь у фінальних іграх, що проходили в Києві. Там вони зайняли 4-е місце серед восьми учасників.
1953 рік приніс команді ще більші успіхи. «Спартаківці» вийшли переможцями у своїй зоні і з великим підйомом провели фінальні ігри, які відтепер проводились в Ужгороді (стали чемпіоном і володарем Кубка області).
У перший же день змагань ужгородці розгромили харківське «Торпедо» — 6:1, з рахунком 2:0 перемогли «Динамо» (Проскурів), 6:1 — херсонців і 4:0 — команду «Металург» (Жданів). Чемпіонами УРСР 1953 року стали: Д. Товт, Ю. Гегедши, С. Баран, Г. Лавер, Ф. Ванзел, Й. Егерварі, Т. Липко, Л. Віханський, А. Сабо, А. Фенцик, Б. Калинів, З. Дьєрфі, Д. Калинич, Й. Бондар, В. Соломонко, В. Ревачко, Й. Тулейбич, В. Гажо, К. Олаг. Тренери — Б. Вейг і В. Радик. Двоє футболістів, Олаг та Калинич, стали вже триразовим чемпіонами Української РСР і, попри пропозиції з інших команд, залишилися відданими ужгородському клубу.
У 1954 році постановою Головного управління у справах фізкультури і спорту «Спартак» (Ужгород) був включений у клас «Б» як чемпіон України. З цього моменту ужгородці незмінно виступали серед команд майстрів.

#### 1961—1991
У 1961 р. команду краю було перейменовано на «Верховину», але таких успіхів, як у післявоєнний період клуб не досягав, хоча у 1964 році команда посіла 3-є місце з 16 колективів, а у 1970 році р. — 3-є з 13-ти.
Після реорганізації системи розіграшу першостей СРСР у 1971 році змінила назву й закарпатська команда. Тепер вона стала називатись «Говерла» і почала виступати у другій лізі української зони. Перший рік в ній ужгородці провели невдало (20 місце серед 26-ти команд), а от в 1972 році «Говерла» вже була другою серед 24-х команд. Срібними призерами першості СРСР серед українських команд другої ліги тоді стали: Василь Мелеш, Іван Ковач, Василь Медвідь, Микола Русин, Степан Гаджа, Віктор Грушко, Володимир Пінковський, Юрій Чирков, Микола Типчак, Степан Войтко, Степан Варга, Іван Качур, Йосиф Бордаш, Томаш Пфайфер, Олександр Поллак, Микола Іванчо, Микола Тимчак, Іван Вернер, Микола Митровський, Віктор Дубіно, Микола Шевченко. Головний тренер Дезидерій Товт, тренер Іван Пажо, начальник команди Олександр Малець, адміністратор Іван Мущинка.
Це було останнє досягнення команди у чемпіонатах СРСР. Уже у наступному році команда досягла лише четвертого місця у другій лізі, у 1974 р. — п'ятого, 1977 р. — шостого.
У 1982 році команду було знову перейменовано цього разу у «Закарпаття». У 1984 і 1985 роках найвищим досягненням «Закарпаття» було відповідно четверте і п'яте місця у другій лізі 6 зони. Покращити результат ужгородського «Спартака» футболісти так і не змогли.

### Чемпіонати незалежної України

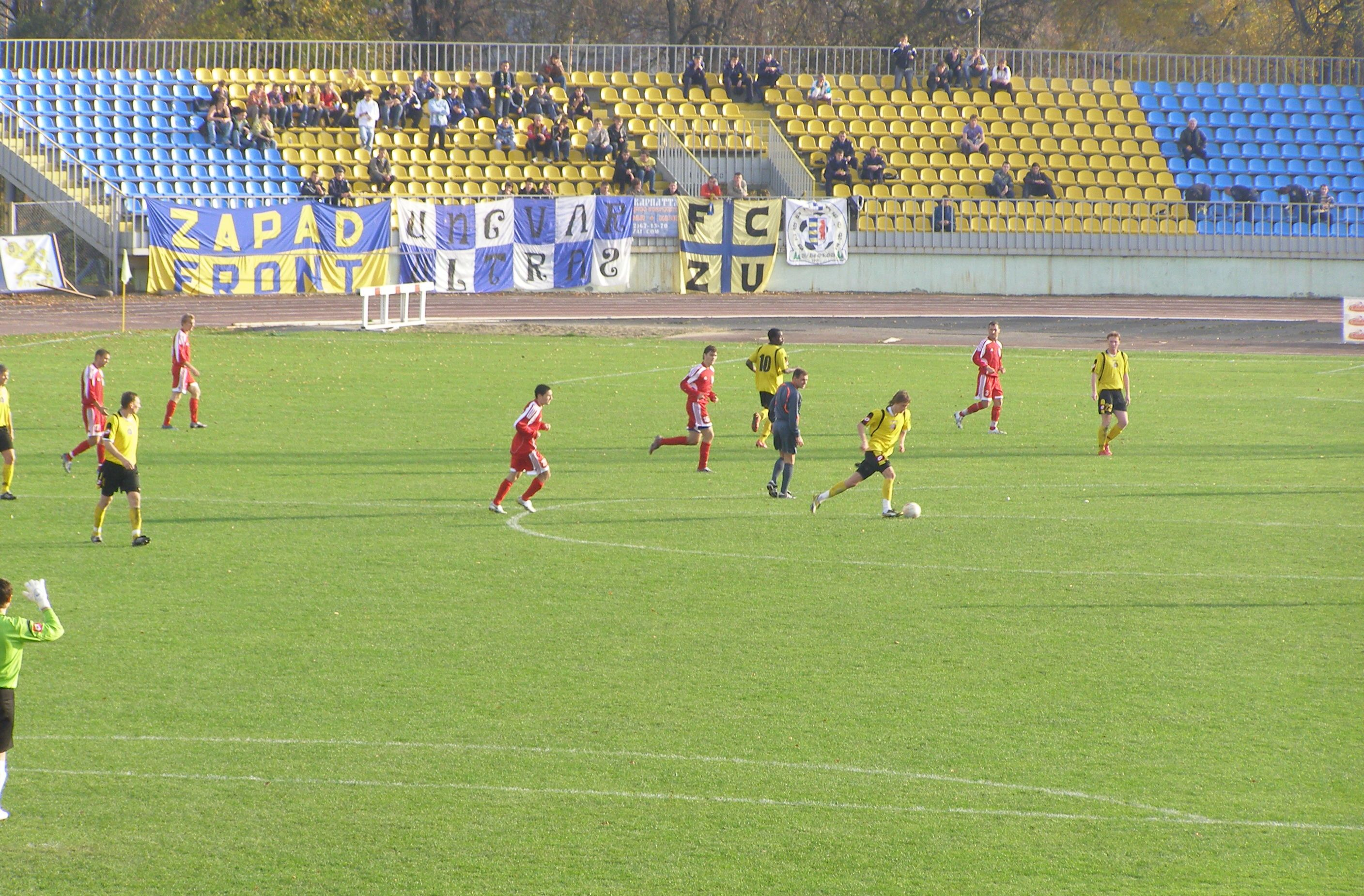
Домашня гра «Закарпаття» проти «Фенікса-Іллічовця» в сезоні 2008/09.

Після розпаду СРСР і створення в Україні окремого чемпіонату «Закарпаття» опинилося у Першій лізі, де весь час виступало в ролі аутсайдера і грало до сезону 1997—98, після чого вилетіло до Другої ліги.
Щоправда у Другій лізі команда впевнено зайняла перше місце і повернулась назад. Вже через сезон під керівництвом Юрія Калитвинцева команда зайняла друге місце і вперше в своїй історії команда «Закарпаття» вийшла до Вищої ліги України. Проте, закріпитися в елітному дивізіоні ужгородська команда не змогла і вже в дебютному сезоні, зайнявши останнє місце, вилетіла назад до Першої ліги. Там команда провела два роки і за підсумками сезону 2003—04 вперше в своїй історії стала переможцем Першої ліги і знову вийшла до Вищої ліги. Цього разу «Закарпаттю» вдалося втриматися в еліті два роки, після чого клуб став «командою-ліфтом», щосезонно змінюючи дивізіон. Основними проблемами «Закарпаття» у найвищій лізі були застаріла інфраструктура та малий бюджет клубу — команда не могла відповідати рівню найвищої ліги і щоразу боролася за виживання.
У сезоні 2008-09 «Закарпаття» вдруге в своїй історії посіло перше місце в першій лізі і вчетверте завоювало право грати в найпрестижнішому українському дивізіоні — Прем'єр лізі, де відразу ж зайняло останнє 16 місце і знову вилетіло до першої.
14 липня 2011 року клуб змінив назву на «Говерла-Закарпаття». Віце-президентом став Олександр Шуфрич, син політика та бізнесмена Нестора Шуфрича, фактичного власника клубу. Головним тренером став Олександр Севідов. Того ж сезону клуб втретє здобув перше місце в першій лізі, повторивши рекорд «Динамо-2» (Київ) за кількістю перемог у турнірі і з сезону 2012—2013 повернувся до найвищиого дивізіону України.
За підсумками сезону 2012/13 клуб зайняв передостаннє місце в турнірній таблиці і повинен був понизитися у класі, але в силу обставин, які завадили двом клубам з першої ліги зайняти вакантні місця (з урахуванням місця знятого «Кривбасу»), «Говерла» залишилась в українській Прем'єр-лізі (нарівні з запорізьким «Металургом»). З наступного сезону до клубу прийшов головний тренер В'ячеслав Грозний і у сезонах 2013/14, 2014/15 команда двічі займала 12 місце і без проблем зберігала місце в еліті українського футболу.
Перед сезоном 2015/16 через великі борги по зарплатні команду покинули майже усі гравці (в тому числі Максим Шацьких, Максим Фещук). На контракті лишились лише двоє воротарів — Олександр Надь та Дмитро Бабенко. Незадовго до старту нового сезону розглядалося питання про виключення команди з Прем'єр-ліги. Після цього між клубом та Федерацією футболу України було укладено меморандум, відповідно до якого футбольний клуб зобов'язаний виконати фінансові зобов'язання в частині заборгованості перед футболістами, тренерами та іншим персоналом «Говерли» у строк до 31 грудня 2015 року включно. Завдяки цьому команда зберегла права взяти участь у чемпіонаті. До заявки «Говерли» на сезон було включено кількох гравців з молодіжних команд — Віктор Гей, Михайло Ряшко, Юрій Тома та Сергій Пітел, а також двох вільних агентів, що до того виступали в Першій лізі — Ігор Худобяк і, трохи згодом, Олег Білий. Проте основу команди склали дванадцять гравців київського «Динамо» — В'ячеслав Лухтанов, Дмитро Хльобас, Олексій Савченко, Олексій Хобленко, Віталій Гемега, Артур Рудько, Орест Кузик, Павло Полегенько, Віталійс Ягодінскіс, Сергій Люлька, Андрій Цуріков та Євген Чумак, які перейшли до ужгородського клубу на правах оренди.
Упродовж сезону 2015-16 року керівництво «Говерли» так і не виплатило борги по зарплатні багатьом футболістам та тренерам, відповідно не виконавши умов попередніх домовленостей з ФФУ. Колишній гравець клубу Максим Фещук заявляв в інтерв'ю, що клуб не платив йому зарплатню 14 місяців, в клубі не було харчування для гравців та прання спортивної форми, а віце-президент Олександр Шуфрич ніколи не виконує, того, що обіцяє. Найкращий бомбардир за всю історію чемпіонатів України з футболу Максим Шацьких заявляв про 10 місяців затримок по зарплатні і подав на «Говерлу» позов до міжнародного спортивного арбітражного суду в Лозанні.
За невиконання фінансових контрактів з футболістами (клуб просто відмовився виплачувати зарплатню згідно контракту), «Говерла» отримала штрафні санкції від ФФУ. З команди було знято 9 очок в поточному розіграші чемпіонату 2015-16. Наприкінці того ж сезону «ужгородцям» було відмовлено в атестації на наступний футбольний сезон 2016-17. Клуб подав апеляцію на таке рішення ФФУ, віце-президент «Говерли» заявив, що намагається домовитися з футболістами про реструктуризацію боргів. У встановлений термін «Говерла» не змогла розрахуватися за контрактами з футболістами і ФФУ відхилив апеляцію клубу. Після цього «Говерлу» було виключено з офіційних змагань під егідою Федерації футболу України і клуб практично припинив своє існування.
Після закінчення сезону 2015-16 була непідтверджена інформація про те, що клуб планує заявитися до аматорського чемпіонату України з футболу. Але у сезоні 2016-17 років «Говерла» в офіційних змаганнях не виступала.
Станом на лютий 2017 року жодних заяв від власника клубу про майбутнє «Говерли» не було.

## Досягнення

### Україна
- Чемпіонат України:

 Чемпіон(3) — 1946, 1950, 1953
- Перша ліга
  - Переможець(3) — 2003-04, 2008-09, 2011-12

- Друга ліга
  - Переможець(1) — 1998-99

- Кубок України:
  -  Володар(1): 1950

## Статистика

### СРСР
Ужгородський клуб ніколи не виступав у вищому дивізіоні СРСР. У другому за рангом дивізіоні провів 13 сезонів (1947—1949, 1951, 1954—1962). Весь інший час команда грала у третьому за силою дивізіоні, а у 1991 році навіть у четвертому.
| Сезон | Дивізіон                  | Місце | І  | В  | Н   | П  | ГЗ | ГП | О  | Кубок СРСР             | Примітки                                  |
| ----- | ------------------------- | ----- | -- | -- | --- | -- | -- | -- | -- | ---------------------- | ----------------------------------------- |
| 1946  | Третя група Фінал СРСР    | 1     | ?  | ?  | ?   | ?  | ?  | ?  | ?  | 1/4 фіналу             | Підвищення                                |
| 1947  | Друга група Зона УРСР     | 8     | 24 | 9  | 3   | 12 | 42 | 41 | 21 | 1/4 фіналу Зони УРСР   |                                           |
| 1948  | Друга група Зона УРСР «Б» | 4     | 14 | 7  | 2   | 5  | 33 | 19 | 16 | ?                      |                                           |
| 1949  | Друга група Зона УРСР     | 4     | 34 | 21 | 6   | 7  | 76 | 31 | 48 | 1/2 фіналу Зони УРСР   | Виліт з загально- радянських змагань      |
| 1950  | Чемпіонат УРСР            | 1     | ?  | ?  | ?   | ?  | ?  | ?  | ?  | 1/64 фіналу            | Повернення в загально- радянські змагання |
| 1951  | Клас «Б»                  | 9     | 34 | 14 | 9   | 11 | 51 | 41 | 37 | 1/32 фіналу            | Виліт з загально- радянських змагань      |
| 1952  | Чемпіонат УРСР            | 4     | ?  | ?  | ?   | ?  | ?  | ?  | ?  | —                      |                                           |
| 1953  | Чемпіонат УРСР            | 1     | ?  | ?  | ?   | ?  | ?  | ?  | ?  | —                      | Повернення в загально- радянські змагання |
| 1954  | Клас «Б» III зона         | 5     | 22 | 9  | 5   | 8  | 37 | 35 | 23 | 1/8 фіналу             |                                           |
| 1955  | Клас «Б» I зона           | 13    | 30 | 8  | 9   | 13 | 33 | 40 | 25 | 1/4 фіналу Зони 1      |                                           |
| 1956  | Клас «Б» I зона           | 13    | 34 | 7  | 15  | 12 | 28 | 33 | 29 | —                      |                                           |
| 1957  | Клас «Б» II зона          | 10    | 34 | 12 | 9   | 13 | 41 | 40 | 66 | 1/4 фіналу Зони 2      |                                           |
| 1958  | Клас «Б» 3 зона           | 4     | 30 | 11 | 13  | 6  | 36 | 33 | 35 | 1/8 фіналу Зони 3      |                                           |
| 1959  | Клас «Б» 4 зона           | 7     | 28 | 12 | 5   | 11 | 34 | 34 | 29 | Фінал Зони 4           |                                           |
| 1960  | Клас «Б» 1 зони УРСР      | 11    | 32 | 6  | 14  | 12 | 29 | 39 | 26 | —                      |                                           |
| 1961  | Клас «Б» 1 зона УРСР      | 12    | 34 | 13 | 5   | 16 | 48 | 64 | 21 | Фінал 1 зони УРСР      |                                           |
| 1962  | Клас «Б» 1 зона УРСР      | 11    | 24 | 4  | 10  | 10 | 20 | 27 | 18 | 1/8 фіналу зони УРСР   | Пониження                                 |
| 1963  | Клас «Б» 1 зона УРСР      | 13    | 38 | 13 | 9   | 16 | 36 | 44 | 35 | 1/2 фіналу 1 зони УРСР |                                           |
| 1964  | Клас «Б» 1 зона УРСР      | 3     | 30 | 16 | 5   | 9  | 38 | 28 | 37 | 1/4 фіналу 1 зони УРСР |                                           |
| 1965  | Клас «Б» 2 зона УРСР      | 14    | 30 | 7  | 8   | 15 | 19 | 35 | 22 | 1/8 фіналу 1 зони УРСР |                                           |
| 1966  | Клас «Б» 2 зона УРСР      | 17    | 38 | 12 | 7   | 19 | 38 | 58 | 31 | —                      |                                           |
| 1967  | Клас «Б» 1 зона УРСР      | 11    | 40 | 14 | 12  | 14 | 35 | 35 | 40 | 1/2 фіналу 2 зони УРСР |                                           |
| 1968  | Клас «Б» 1 зона УРСР      | 6     | 42 | 18 | 10  | 14 | 40 | 43 | 46 | 1/8 фіналу 1 зони УРСР |                                           |
| 1969  | Клас «Б» 1 зона УРСР      | 11    | 40 | 13 | 16  | 11 | 34 | 34 | 42 | —                      |                                           |
| 1970  | Клас «Б» 1 зона УРСР      | 3     | 26 | 14 | 6   | 6  | 24 | 13 | 34 | —                      |                                           |
| 1971  | Друга 1 зона              | 20    | 50 | 15 | 15  | 20 | 42 | 55 | 45 | —                      |                                           |
| 1972  | Друга 1 зона УРСР         | 2     | 46 | 25 | 8   | 13 | 70 | 44 | 58 | —                      |                                           |
| 1973  | Друга 1 зона УРСР         | 4     | 44 | 24 | 3/5 | 12 | 65 | 52 | 51 | —                      |                                           |
| 1974  | Друга 6 зона              | 5     | 38 | 16 | 12  | 10 | 45 | 38 | 44 | —                      |                                           |
| 1975  | Друга 6 зона УРСР         | 11    | 32 | 11 | 10  | 11 | 23 | 27 | 32 | —                      |                                           |
| 1976  | Друга 6 зона              | 13    | 38 | 14 | 7   | 17 | 26 | 38 | 35 | —                      |                                           |
| 1977  | Друга 2 зона УРСР         | 6     | 44 | 20 | 15  | 9  | 51 | 32 | 55 | —                      |                                           |
| 1978  | Друга 2 зона              | 13    | 44 | 15 | 10  | 19 | 44 | 53 | 40 | —                      |                                           |
| 1979  | Друга 2 зона УРСР         | 16    | 46 | 10 | 19  | 17 | 36 | 47 | 39 | —                      |                                           |
| 1980  | Друга 5 зона              | 15    | 44 | 12 | 14  | 18 | 38 | 44 | 38 | —                      |                                           |
| 1981  | Друга 5 зона              | 18    | 44 | 13 | 12  | 18 | 41 | 44 | 38 | —                      |                                           |
| 1982  | Друга 6 зона              | 17    | 46 | 14 | 8   | 24 | 37 | 53 | 36 | —                      |                                           |
| 1983  | Друга 6 зона              | 10    | 50 | 20 | 11  | 19 | 67 | 64 | 51 | —                      |                                           |
| 1984  | Друга 6 зона              | 5     | 36 | 14 | 13  | 9  | 49 | 41 | 41 | —                      |                                           |
| 1985  | Друга 6 зона              | 6     | 40 | 19 | 10  | 11 | 57 | 41 | 48 | —                      |                                           |
| 1986  | Друга 6 зона              | 10    | 40 | 16 | 9   | 15 | 50 | 49 | 41 | —                      |                                           |
| 1987  | Друга 6 зона              | 19    | 52 | 16 | 10  | 26 | 59 | 73 | 42 | 1/32 фіналу            |                                           |
| 1988  | Друга 6 зона              | 19    | 50 | 17 | 15  | 18 | 74 | 59 | 49 | —                      |                                           |
| 1989  | Друга 6 зона              | 9     | 52 | 25 | 7   | 20 | 59 | 64 | 57 | —                      |                                           |
| 1990  | Друга Західна зона        | 20    | 42 | 12 | 7   | 23 | 42 | 70 | 31 | —                      | Пониження                                 |
| 1991  | Друга нижча 1 зона        | 15    | 50 | 20 | 8   | 22 | 59 | 64 | 48 | —                      | Перехід в Першу лігу                      |

### Україна
В українському найвищому дивізіоні «Закарпаття» провело 9 сезонів (2001/02, 2004/05, 2005/06, 2007/08, 2009/10, 2012/13, 2013/14, 2014/15, 2015/16). Найвище місце — 12-е (у сезонах 2004/05, 2013/14, 2014/15).
| Сезон   | Ліга      | Місце | І  | В  | Н  | П  | ГЗ | ГП | О     | Кубок України | Примітки                              |
| ------- | --------- | ----- | -- | -- | -- | -- | -- | -- | ----- | ------------- | ------------------------------------- |
| 1992    | Перша «Б» | 5     | 26 | 13 | 5  | 8  | 28 | 25 | 31    | 1/32 фіналу   |                                       |
| 1992-93 | Перша     | 16    | 42 | 13 | 10 | 19 | 45 | 56 | 36    | 1/64 фіналу   |                                       |
| 1993-94 | Перша     | 14    | 38 | 12 | 8  | 18 | 33 | 53 | 32    | 1/32 фіналу   |                                       |
| 1994-95 | Перша     | 17    | 38 | 12 | 10 | 20 | 40 | 62 | 46    | 1/16 фіналу   |                                       |
| 1995-96 | Перша     | 17    | 42 | 14 | 8  | 20 | 49 | 67 | 50    | 1/32 фіналу   |                                       |
| 1996-97 | Перша     | 15    | 46 | 17 | 7  | 22 | 56 | 78 | 58    | 1/32 фіналу   |                                       |
| 1997-98 | Перша     | 20    | 42 | 7  | 11 | 24 | 42 | 79 | 32    | 1/32 фіналу   | Пониження                             |
| 1998-99 | Друга «А» | 1     | 28 | 20 | 6  | 2  | 48 | 14 | 66    | 1/64 фіналу   | Підвищення                            |
| 1999-00 | Перша     | 13    | 34 | 14 | 6  | 14 | 36 | 49 | 48    | 1/16 фіналу   |                                       |
| 2000-01 | Перша     | 2     | 34 | 19 | 7  | 8  | 50 | 38 | 64    | 1/8 фіналу    | Підвищення                            |
| 2001-02 | Прем'єр   | 14    | 26 | 5  | 6  | 15 | 23 | 49 | 21    | 1/4 фіналу    | Пониження                             |
| 2002-03 | Перша     | 7     | 34 | 14 | 9  | 11 | 27 | 26 | 51    | 1/16 фіналу   |                                       |
| 2003-04 | Перша     | 1     | 34 | 22 | 4  | 8  | 49 | 27 | 70    | 1/16 фіналу   | Підвищення                            |
| 2004-05 | Прем'єр   | 12    | 30 | 7  | 10 | 13 | 21 | 30 | 31    | 1/32 фіналу   |                                       |
| 2005-06 | Прем'єр   | 16    | 30 | 3  | 6  | 21 | 17 | 53 | 15    | 1/16 фіналу   | Пониження                             |
| 2006-07 | Перша     | 2     | 36 | 25 | 5  | 6  | 50 | 22 | 80    | 1/16 фіналу   | Підвищення                            |
| 2007-08 | Прем'єр   | 16    | 30 | 3  | 9  | 18 | 17 | 54 | 18    | 1/16 фіналу   | Пониження                             |
| 2008-09 | Перша     | 1     | 32 | 21 | 6  | 5  | 55 | 28 | 69    | 1/8 фіналу    | Підвищення                            |
| 2009-10 | Прем'єр   | 16    | 30 | 5  | 4  | 21 | 18 | 44 | 19    | 1/16 фіналу   | Пониження                             |
| 2010-11 | Перша     | 6     | 34 | 16 | 8  | 10 | 51 | 40 | 56    | 1/32 фіналу   |                                       |
| 2011-12 | Перша     | 1     | 34 | 27 | 3  | 4  | 67 | 16 | 84    | 1/16 фіналу   | Підвищення                            |
| 2012-13 | Прем'єр   | 15    | 30 | 5  | 7  | 18 | 29 | 57 | 22    | 1/8 фіналу    |                                       |
| 2013-14 | Прем'єр   | 12    | 28 | 7  | 5  | 16 | 27 | 39 | 26    | 1/16 фіналу   |                                       |
| 2014-15 | Прем'єр   | 12    | 26 | 3  | 10 | 13 | 22 | 47 | 19    | 1/8 фіналу    |                                       |
| 2015-16 | Прем'єр   | 13    | 26 | 3  | 7  | 16 | 13 | 45 | 7[19] | 1/16 фіналу   | не отримала атестат на наступий сезон |

## Відомі гравці
| СРСР - Йожеф Беца - / Іван Гецко - Михайло Коман - Ференц Медвідь - Михайло Михалина - Віктор Пасулько - Олександр Пахомов - Володимир Плоскіна - Йожеф Сабо - Василь Турянчик - Янош Фабіян - Георгій Лавер - Іван Герег - Ернест Юст | Україна - Тарас Михалик - Мар'ян Марущак - Сергій Мотуз - Олег Краснопьоров - Михайло Кополовець - Денис Голайдо - Олександр Пищур - Руслан Платон - Олександр Радченко - Валентин Слюсар - Рустам Худжамов - Євген Чеберячко - Василь Кобін | Легіонери - Дебатік Цуррі - Рубен Гомес - Светослав Тодоров - Леандро - Лаша Джакобія - Сотіріос Балафас - Віталійс Ягодінскіс - Аурімас Кучіс - Сергій Алексєєв - Хорді Лопес - Едді Лорд Домбрає - Лукман Аруна - Гармоні Іканде | - Сендлей Біто - Давід Одонкор - Лучіан Бурдужан - Александру Дандеа - Крістіан Орош - Маріус Нікулае - Неманья Рнич - Александар Тришович - Серж Акакпо - Дам'єн Ле Таллек - Мирко Райчевич - Ясухіро Като |

Докладніше: Категорія:Футболісти «Говерли»

## Тренери

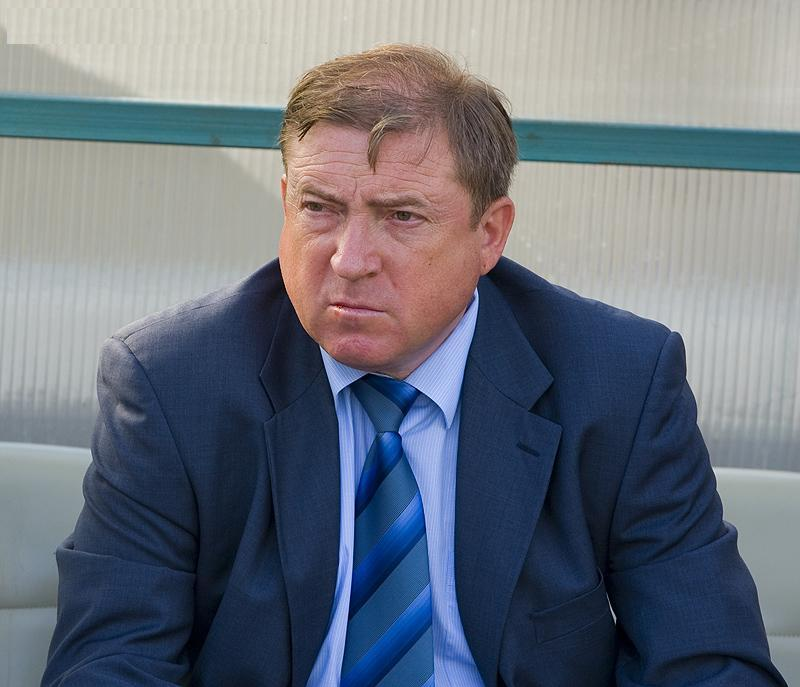
В'ячеслав Грозний — останній головний тренер «Говерли»

| - 1945: Петро Крайняниця, Йосип Криж, Георгій Мозер - 1946—1947: Берталон Вейг - 1948—1949: Федір Куруц, Берталон Вейг - 1950—1951: Василь Радик, Федір Куруц - 1952: Василь Радик - 1953: Берталон Вейг, Василь Радик - 1954—1955: Карло Сабо, Федір Куруц - 1956—1959: Михайло Михалина - 1960—1961: Михайло Михалина, Ернест Юст - 1962: ? - 1963—1968: Михайло Михалина - 1969—1970: Василь Ревачко, Золтан Дьєрфі - 1971: Василь Турянчик - 1972—1973: Дезидерій Товт, Іван Пажо - 1974: ? - 1975: Михайло Михалина - 197?-1978: Іштван Шандор - 1979—198?: Ернест Кеслер - 198?-1983: ? - 1984—червень 1987: Іштван Шандор - червень 1987—вересень1988: Іван Пажо - вересень 1988—липень 1990: Іван Краснецький |  | - липень 1990—липень 1992: / Степан Войтко - серпень 1992—липень 1993: Юрій Чирков - серпень 1993—липень 1994: Іван Шангін - серпень—вересень 1994: Едуард Кеслер - жовтень—листопад 1994: Іван Ледней - березень—липень 1995: Юрій Чирков - серпень 1995—листопад 1996: Матвій Бобаль (ст) - березень—липень 1997: Олександр Голоколосов - серпень 1997: Степан Войтко - вересень 1997—травень 1998: Іван Шангін - травень—липень 1998: Валентин Ходукін - липень 1998—листопад 2000: Віктор Ряшко - березень 2001—червень 2002: Юрій Калитвинцев - липень 2002—серпень 2005: Віктор Ряшко - серпень 2005: Володимир Васютик - вересень 2005—вересень 2007: Петро Кушлик - вересень 2007—квітень 2008: Володимир Шаран - квітень—жовтень 2008: Володимир Васютик - жовтень 2008—червень 2009: Михайло Іваниця - червень 2009—квітень 2011: Ігор Гамула - квітнень 2011—червень 2013: Олександр Севідов - червень 2013—2016 В'ячеслав Грозний |

## Цікаві факти
- 13 квітня 2012 р. у складі клубу дебютував Ясухіро Като — перший японський легіонер в історії українського футболу.

## Символіка клубу

### Емблема клубу

Емблема клубу у 1925—1945 роках
Стара емблема клубу
Емблема до 2007 року
Колишня емблема (весна—літо 2007)
2011— 30 жовтня 2012[20]

### Гімн клубу
Гімн клубу був написаний 2007 року. Слова і музика Василя Гнатюка.
Привітаймо дружно браття,

клуб футбольний «Закарпаття»,

що сягнув стрімких вершин,

гір карпатських Верховин.

Приспів:

Кличе нас на стадіон,

Наш футбольний легіон,

Наша радість - наш футбол,

Пас, удар в воротах гол.

 

В кожній грі, на кожнім полі,

Ми заб'єм голів доволі,

Нам потрібна якомога,

Колективна перемога.

Приспів.

Возвеличим славну школу,

закарпатського футболу,

Славить будемо без зупину,

всю футбольну Україну.

Приспів.